# Vítor Francisco Lapagesse
Vitor Francisco Lapagesse (Florianópolis, 31 de julho de 1878 — Rio de Janeiro, 5 de outubro de 1956) foi um político e general do Exército brasileiro.
Filho do empresário, educador e filantropo francês Léon Eugène Lapagesse, casou-se em 23 de março de 1905 com Castorina Guedes Lapagesse, com quem teve dez filhos, entre eles Eugênio Lapagesse, Tácito, Edmundo, Vitor Fidely, Irecê, Nadyr, Mariazinha, Nelly, os generais Ney Lapagesse e Aldo Lapagesse.
Durante a Primeira Guerra Mundial como tenente, fez a implantação da 5ª Bateria Independente de Artilharia de Costa no Forte Marechal Luz, na barra norte de acesso a São Francisco do Sul, no litoral norte do estado de Santa Catarina.
Participou junto a Getúlio Vargas da Revolução de 1930. Foi secretário de gabinete entre 1930 e 1932 do então Ministro da Guerra, o general José Fernandes Leite de Castro.
Foi o primeiro comandante do Forte Marechal Luz.